# ذي بودي شوب
ذي بودي شوب (بالإنجليزية:The Body Shop) شركة بريطانية لمستحضرات التجميل والعناية بالبشرة والعطور.
تأسست الشركة عام 1976 من قبل أنيتا روديك، تمتلك الشركة حاليًا مجموعة من 1000 منتج تُباع في حوالي 3000 متجر في أكثر من 65 دولة.
بدأت الشركة أعمال التجارة من مدينة برايتون، ويقع مقرها اليوم في غرب ساسكس في المملكة المتحدة. وهي مملوكة لشركة مستحضرات التجميل البرازيلية Natura باعتبارها شركة تابعة لمجموعة Natura & Co.
كانت الشركة مملوكة سابقا لشركة مستحضرات التجميل الفرنسية لوريال بين عامي 2006 و2017. في يونيو 2017، وافقت شركة لوريال على بيع الشركة إلى Natura مقابل 880 مليون جنيه إسترليني. تمت الموافقة على الصفقة في سبتمبر 2017.